# 農業技術
农业技术是指农业、园艺和水产养殖中使用到的技术，使用這些技術的目的是旨在提高产量、效率，增加農民的收入。农业科学、农学和农业工程的进步促進了农业技术的发展。 

## 历史
历史学家提到歷史上有過好幾次農業革命，这些革命奠定了农业和生产力的重大转变，並且与農業技术进步密切相关。在古代，不同地區都独立发展起来自己一套灌溉技术，最早的已知例子可以追溯到公元前6千年，伊朗西南部的胡齐斯坦當時就出現了灌溉技術。
农业技术的一个重要转折点是第一次工业革命，它引入了农业机械，使农业劳动机械化，大大提高了農民的生产力。在现代机械化农业中，动力机械取代了许多以前由体力劳动或牛、马和骡子等动物完成的工作。
19世纪天气预报的发展和有刺铁丝网的发明、便携式发动机和脱粒机的改进也促進了農業技術的發展。
20世纪农业技术进一步發展，人們開始懂得开发合成肥料和杀虫剂以及新型农业机械，例如可用於大规模生产的拖拉机和用于空中喷洒杀虫剂的农用飞机。20世紀下半夜出現了农业塑料、转基因作物、改进的滴灌技術和无土农业技术，如水耕栽培、魚菜共生和氣耕。
在21世纪的前几十年，信息时代的技术也越来越多地应用于农业。农业机器人、农业无人机和无人驾驶拖拉机已在农场中普遍使用，而数字农业和精准农业则利用数据收集和计算技術来提高农场效率。 精准农业包括精准养蜂、精准畜牧、精准葡萄栽培等领域。